# Yasmina Aziez
Yasmina Aziez (* 23. Januar 1991) ist eine französische Taekwondoin. Sie startet in der Gewichtsklasse bis 49 Kilogramm.
Aziez nimmt seit 2008 an internationalen Wettkämpfen teil. Gleich bei ihrer ersten Weltmeisterschaft 2009 in Kopenhagen gelang ihr der Durchbruch in die internationale Spitze. In der Klasse bis 49 Kilogramm erreichte sie das Halbfinale und gewann die Bronzemedaille. In Vigo wurde sie im gleichen Jahr auch Junioreneuropameisterin. Bei der Europameisterschaft 2010 in Sankt Petersburg zog Aziez ins Finale ein und errang nach einer Niederlage gegen Lucija Zaninović Silber, 2012 in Manchester scheiterte sie im Halbfinale erneut an Zaninović, gewann mit Bronze aber ihre zweite EM-Medaille.
Aziez ist Sportsoldatin. 2011 wurde sie in Rio de Janeiro im Fliegengewicht Militärweltmeisterin.